# Bořetice, Břeclav
Bořetice là một làng thuộc huyện Břeclav, vùng Jihomoravský, Cộng hòa Séc.